# کروئلا دویل
کروئلا دِویل (به انگلیسی: Cruella de Vil) شخصیتی داستانی است که در سال ۱۹۵۶ توسط دودی اسمیت در رمان صد و یک سگ خالدار خلق شده‌است. او اولین بار در سال ۱۹۶۱ در انیمیشن صد و یک سگ خالدار محصول شرکت والت دیزنی حضور پیدا کرد.
در همهٔ نسخه‌ها، او دشمن اصلی ۱۰۱ یا ۱۰۲ سگ خالدار است که ۹۷ یا ۹۹ توله از آنان را می‌دزدد تا از پوست آن‌ها برای خز لباس‌های خود استفاده کند.
گلن کلوز در (۱۰۱ سگ خالدار و ۱۰۲ سگ خالدار ایفای نقش کرد.اما استون در نقش «کروئلا دویل» در فیلم کروئلا که در تاریخ ۲۸ مه ۲۰۲۱ اکران شد، ایفای نقش کرده‌است.